# SN 2009G
SN 2009G – supernowa typu II-P odkryta 5 stycznia 2009 roku w galaktyce IC4444. W momencie odkrycia miała maksymalną jasność 16,50m.